# ОШ „Бранко Радичевић” Панчево
ОШ „Бранко Радичевић” једна је од основних школа у Панчеву. Налази се у улици Владимира Жестића 21. Име је добила по романтичарском песнику Бранку Радичевићу.

## Историјат
Године 1827. у Панчеву су постојале три основне школе: прва код православне цркве Светог Преображења — Горњоварошка школа, друга код Успенске цркве и трећа у Доњој вароши — Доњоварошка школа. Школа код Успенске цркве је била троразредна, а школе у Доњој и Горњој вароши су биле дворазредне.
Доњоварошка школа се налазила у данашњој улици Цара Душана и имала је 80 ученика и 30 ученица. У 19. веку у Доњој вароши су радиле две основне, дворазредне школе: „Цар Душан” са српским наставним језиком (која је почела са радом 1. новембра 1827. године) и „Цар Лазар” са немачким наставним језиком (почела је са радом 1865. године за католичку децу и имала је на почетку 66 ученика, а ускоро двоструко више). Данашња школа „Бранко Радичевић” је настављач рада обе ове школе.
Почела је са радом после ослобођења, 3. новембра 1944. године, под називом Државна народна школа „Бранко Радичевић”. У школи је тада било четири разреда основне школе и два одељења забавишта са укупно 241 учеником. Године 1946. школа је променила име у „Основна школа број 4”, а после формирања осмогодишњих школа у „Осмољетка број 4”. Школа поново добија назив Основна школа „Бранко Радичевић” 12. фебруара 1953. године.
Године 1955. школи „Бранко Радичевић” се прикључују сва одељења школе „Ади Ендре” која су учила на мађарском језику (по једно одељење од првог до осмог разреда). Стара школска зграда није више одговарала све већем приливу ученика са овог региона услед изградње нових стамбених насеља у њему, па је скоро читаву деценију радила у тешким условима. Изграђена је нова школска зграда у којој се школа и данас налази и почела је са радом 26. новембра 1965. године. Припојено јој је шест одељења школе „Жарко Зрењанин” која је постојала од 1959. до 1965. и била је формирана како би растеретила школе „Бранко Радичевић” и „Јован Јовановић Змај”.
Од 2003. године школа је чланица Унеско – АСП мреже школа, а од 2011. носилац плакете „Школа без насиља”. Октобра 2016. Министарство просвете, науке и технолошког развоја Републике Србије је похвалило основну школу „Бранко Радичевић” као пример успешне школе у којој се примењују самостално развијене добре праксе и модели образовања. Добитници су Велике златне медаље и дипломе Међународног сајма образовања „Путокази” у Новом Саду 2022, 2023. и 2024. и највише оцене спољног вредновања Министарства просвете Републике Србије 2024. године.

## Бранкови основци
У сарадњи са Покретом горана Војводине установили су манифестацију у част песнику Бранку Радичевићу. Програм „Бранкови основци” је усмерен ка умрежавању и повезивању основних школа из Војводине које носе име Бранка Радичевића и окупљање ученика Бранкових школа у објекту Покрета горана у Сремским Карловцима, Еколошком центру „Радуловачки”.
Програм, први те врсте, је подржао Покрајински секретаријат за образовање, прописе, управу и националне мањине – националне заједнице Војводине. Програм пружа прилику учесницима да својим присуством допринесу неговању различитих култура, којих је највише у Војводини. Партнери школе „Бранко Радичевић” су школе из Великог Средишта и Уљме.